# بتولا (أسطورة)
شجرة البتولا (بالروسية: (بيريوزا) берёза، بالموردفية: كيلى kelu, M-kiley, E، بالإنجليزية: Birch – tree) كانت شجرة البتولا معبودا تقليديا للموردف وتجسيدا للخصوبة والأنوثة والأصل الأنثوي للعالم. وهي نوع من الأشجار يظهر في نصف الكرة الشمالي وحتى أقصى نقطة جنوبا لانتشاره في أمريكا الجنوبية، وأنواعها كثيرة جدا. وتتميز البتولا بأزهارها الذكرية والأنثوية التي تتخذ شكل عناقيد كثيفة. ويستخدم خشب الشجرة في صناعة الخشب الحبيبي ورقائق الخشب وقشره وفي صناعة الأثاث والأرضيات، ويستخرج منها بعض أنواع الزيت، وتعد من أشجار الزينة لجمال مظهرها وقامتها وثمارها الكثيفة. وكان سكان أمريكا الأصليون يستخدمون خشب البتولا لصناعة الزوارق الخفيفة، فيما كان قدماء السكان في المناطق التي تظهر فيها البتولا يستخدمون ثمارها طعاما لهم. والبتولا منتشرة بوفرة شديدة في أرجاء جمهوريات الاتحاد السوفيتي السابق بما في ذلك روسيا وموردفا. شجرة البتولا Birch شجرة خشبها شديد القوة، وهي تستخدم كما تقول الأساطير السلافية في استرضاء أرواح الغابة، إذ يتقدم المحتفلون إلى الغابة، ويقطعون فروع هذه الشجرة ويتحلقون على شكل دائرة، ويخطون كل واحد على ما بقي من الشجرة، داعين الأرواح التي تشعر بوجودهم من خلال رعشة أوراق الشجر. أما في الأساطير الرومانية القديمة فقد كانت حزمة من شجرة البتولا تلتف حول بلطة ترمز إلى السلطة.

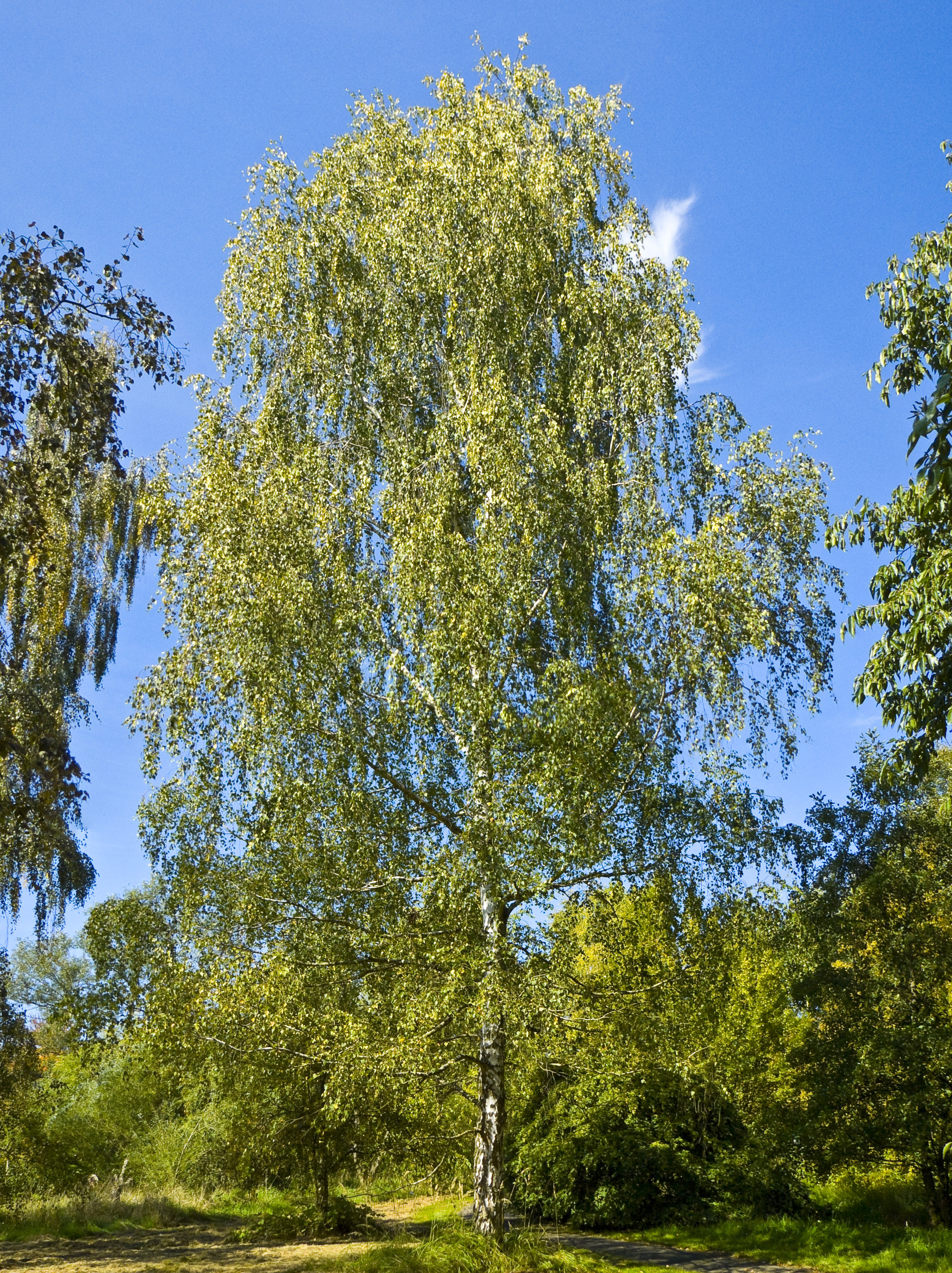
شجرة البتولا

وشجرة البتولا مقدسة عند الإله ثور Thor بين الشعوب الجرمانية المقيمة في أوروبا الشمالية، وبخاصة في اسكندنافيا حيث ارتبطت بعد ذلك بآلام السيد المسيح وعذابه. كما أن فرعا من هذه الشجرة يمكن أن يستخدم للوقاية من العين الشريرة، ومن البر، وللعلاج من داء المفاصل (النقرس) ومن العقم. وكانت هذه الشجرة ترمز في إنجلترا في العصر الفكتوري إلى النعمة واللطف والاعتدال.

## الرمزية والثقافة

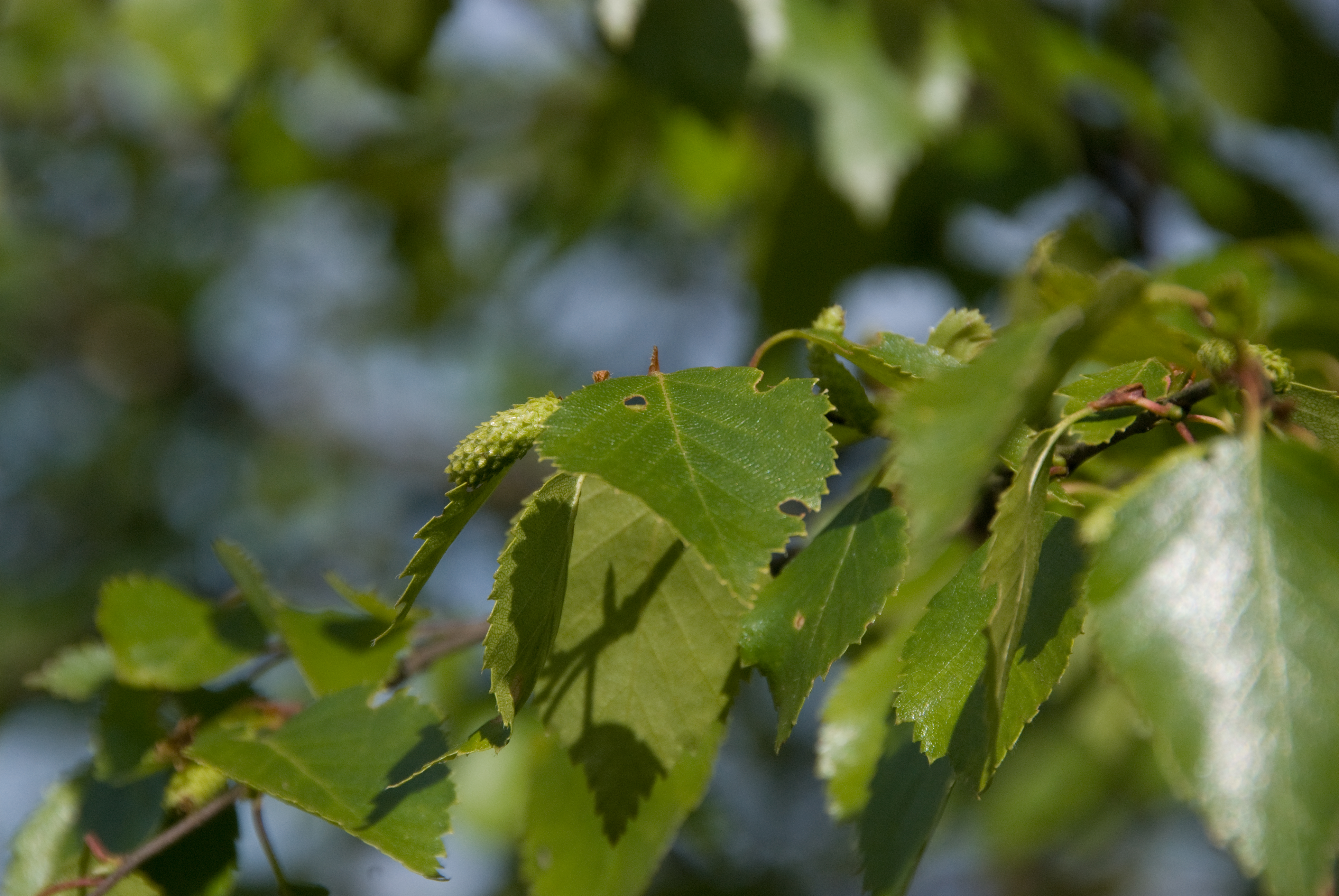
أوراق شجرة البتولا

ترمز شجرة البتولا إلى النمو والتجدد والاستقرار والبدء والقدرة على التكيف؛ لأنها تحمل قدرة شديدة على التكيف وقادرة على المحافظة على ما هي عليه بالرغم من صعوبة الأحوال، وتتحمل الظروف القاسية والصعبة العارضة. وارتبطت بأرض الموتى في الفلكلور الغالي، وعلى هذا النحو تظهر بشكل متكرر في النسك والقصص الشعبية الاسكتلندية والإيرلندية والإنجليزية بالارتباط مع الموت أو الجنيات أو العائدين من القبر. وتُستخدم أوراق شجرة البتولا الفضية في مهرجان القديس جورج، الذي أقيم في نوفوسي وقرى أخرى في ألبانيا.
البتولا هي شجرة ولاية نيو هامبشاير والشجرة الوطنية لفنلندا وروسيا. تمثل البتولا عنصرًا مهمًا جدًا في الثقافة الروسية وتمثل النعمة والقوة والحنان والجمال الطبيعي للمرأة الروسية بالإضافة إلى قربها من طبيعة الروس. وترتبط بالزواج والحب. وهناك العديد من الأغاني الروسية الفلكلورية التي تحدث فيها عن شجرة البتولا. البتولا هي الشجرة الوطنية للسويد. الكلمة التشيكية لشهر مارس Březen، مشتقة من الكلمة التشيكية bříza التي تعني البتولا، حيث تزهر أشجار البتولا في شهر مارس وفقًا للظروف المحلية.
وتعتبر شجرة البتولا الفضية ذات أهمية خاصة لمدينة أوميو السويدية. في عام 1888، انتشر حريق مدينة أوميو في جميع أنحاء المدينة، ولكن بعض أشجارBirches، على ما يبدو، أوقفت أو حدَّت من انتشار الحريق. ولحماية المدينة من حرائق المستقبل، تم إنشاء طرق واسعة، وكانت تصطف هذه الأشجار الـ Birches مع أشجار البتولا الفضية في جميع أنحاء المدينة.

## الأساطير

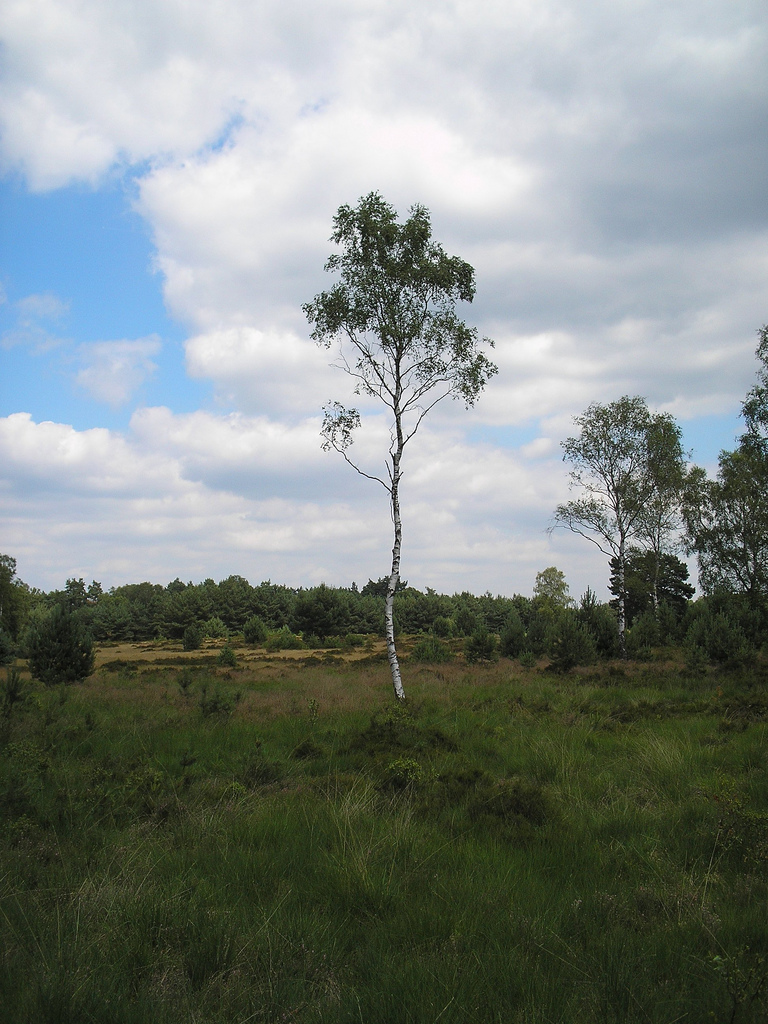
بتولا

كانت شجرة البتولا معبودا تقليديا للموردف وتجسيدا للخصوبة والأنوثة والأصل الأنثوي للعالم. ووفقا لإحدى أساطير الإرزيا فقد نمت هذه الشجرة في البداية فوق قبر كيلي الجميلة الشجاعة، التي صارعت بدو السهول، وتكريما وتخليدا لها أطلقوا اسمها على هذه الشجرة التي كانت إلى ذلك الحين مجهولة الهوية والاسم. ويبدو دور البتولا واضحا في الثقافة الموردفية في الشعر والأغاني ذات الطابع الأسطوري التي تجسد المفاهيم الفلسفية للموردف حول أصل العالم وتكوينه.
وإلى صورة الشجرة المقدسة «كيلي» تعود التصورات الأولى حول شجرة العالم التي تعد قاسما مشترگا في شعر العديد من شعوب فين - أوجر. وفي ميثولوجيا الموكشا تجسد البتولا العلاقات المتبادلة بين العوالم الثلاثة: إذ تمتد جذور الشجرة إلى العالم السفلى (المرتبط في المعتقدات الشعبية بعالم الأموات - عالم الأسلاف)، ويقع تاج الشجرة في عالم الآلهة الميثولوجيين، فيما يمتد الساق ليبلغ عالم الأرض وليوحد بين عالم الآلهة وعالم الأسلاف. وترتفع هامة البتولا موحية بالعظمة والعراقة وتحلق حولها الأجسام السماوية وتتلألأ على أفرعها النجوم.

### اكتشاف الآلهة
وفي بداية القرن التاسع عشر اكتشف علماء الميثولوجيا «کیلو باز» (إله «كیلی») عند الإرزيا. وإحياء لذكراه كانوا ينظمون طقوسا سحرية وصلوات يتضرعون في أثنائها سائليه خصوبة الخيل والماشية. والصلاة الثانية تكريما له يقيمونها في عيد إحياء ذكرى القديس بيتر(1) (ويقدمون الخرفان قرابين له، وإذا وقع الاحتفال في سنة كبيسة يقدمون الفحل الأبيض له). وكانت البتولا تكرم مثل «شکاي» إله الشمس، وكانت بسبب خصوبتها الشجرة المفضلة لأنجي باتيا أم الآلهة.

## الفلكلور

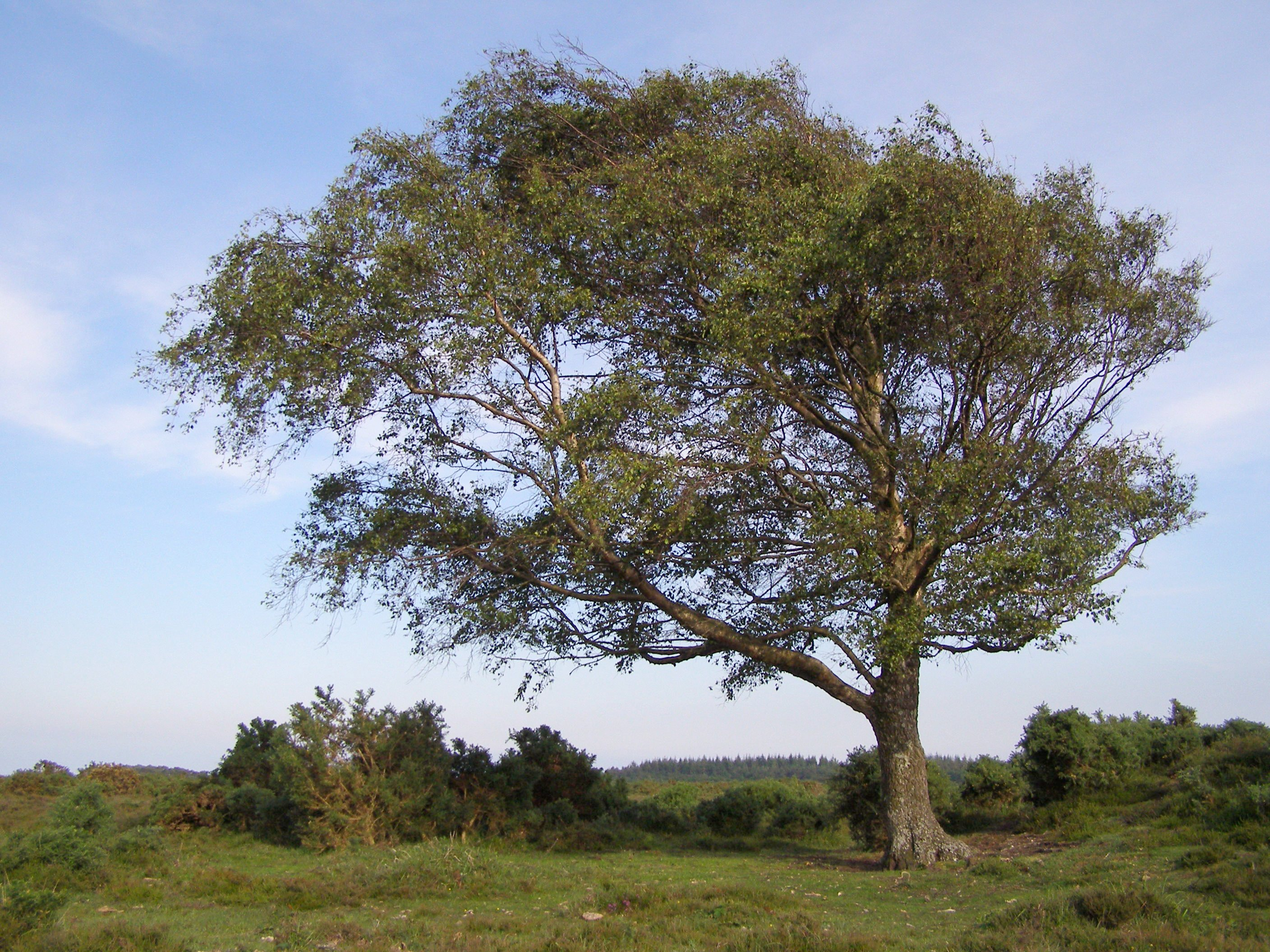
جمال شجرة البتولا

وفي فلكلور الأعراس يشار إلى البتولا كرمز لجمال العروس وأنوثتها ورشاقتها. وتعكس الملامح البديعة للبتولا أيضا في بعض المراثی والأغاني التي تدور حولها والتي تروي قصة البتولا التي نمت على قبر الفتاة المقتولة، والصياد العابر الذي مر بالقرب منها فقطعها ليصنع منها قيثارته ويغني بها أغنيته عن مصير الفتاة فتصل إلى الناس كافة بما في ذلك والدا الفتاة. وفي هذه الحكاية الأسطورية نجد شفرة منظومة كاملة من الرموز بما في ذلك الرباط الرمزي مع العالم الآخر الذي يتمثل في عادة غرس شجرة بتولا على قبر الميت.
وفي العادات الشعبية يستخدمون البتولا (براعم الشجرة وأفرعها التي تصنع منها المقشات) للتخلص من الأرواح والقوى الشريرة. وإحدى الطرائق القديمة للعلاج عبر السحر يتمثل في الدخول إلى الجوف الكثيف للشجرة المقدسة والتضرع سائليها الشفاء راجين الصحة، وكانوا يسحبون المرضى من الأولاد لجرهم فوق جذع مفلوق لشجرة البتولا أو بين شجرتی بتولا قريبتين من بعضهما البعض. وكانت الفتيات الساعيات وراء الجمال يغتسلن بعصير أوراق شجرة البتولا.
وتمثل البتولا نوعا من الحماية المؤكدة من الأرواح الشريرة وقوى الشر، وكانوا في هذا الصدد يضربون على ظهور جمهور المشاركين في الأعراس عند دخولهم منزل العريس ضربا خفيفا بمقشات مصنوعة من أفرع البتولا (والآن تؤدي دور الدب الذي يقوم بهذه المهمة امرأة ترتدی فراء الدب وتمسك بمقشات من أفرع شجر البتولا).
وفي العادات الشعبية كانوا في الأعراس يزينون شجرة البتولا لتحمي العروسين وتضمن خصوبتهما. ولحماية أنفسهم من بورجينيباز (إله الرعد) ومن الأرواح الشريرة كانوا في عيد العنصرة يغنون أفرع شجرة البتولا خلف أطر النوافذ.
وكانت الفتيات تستخدم حطبا من خشب شجر البتولا في قراءة الغيب. وكان قطع شجرة البتولا في الحلم يعني وفاة الزوجة أو الابنة. ووفق المعتقدات الشعبية عند الإرزيا يؤدي اقتلاع شجرة بتولا صغيرة من الغابة (وبشكل خاص حيث تتكاثر بيوت العناكب) وغرسها في زريبية الماشية إلى ازدياد خصوبة للماشية.

## الشامانية والبتولا
الطقوس العامة للدخول في العضوية الشامانية

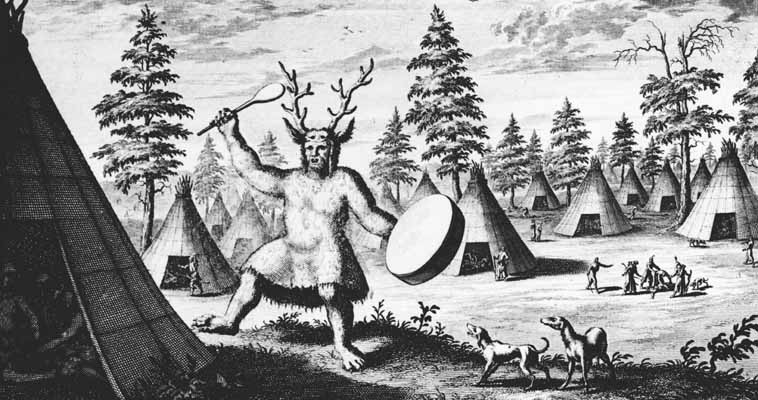
أقرب صورة معروفة لشامان سيبيري، من قبل الهولنديين نيكولا ويتسن، القرن السابع عشر. وصفه ويتسن بأنه "كاهن الشيطان".

ضمن المراسيم العامة للاحتفال بدخول عضوية الشامانات السيبيريين، فإن مراسيم البريات Buriats هي من أكثر المراسيم التي تستأثر بالاهتمام. تنصب شجرة بتولا قوية في القشعة (الخيمة المستديرة)، جذورها على الأرض وذروتها تبرز من فتحة الدخان. وتُدعی شجرة البتولات (أدشي بر خان) Udeshi Burkhan حارسة الباب، لأنها تفتح للشامان باب السماء. وستظل شجرة البتولا في خيمته على الدوام، مؤدية دور العلامة المميزة لمكان إقامة الشامان.
وفي يوم تكريس المرشح يتسلق شجرة البتولا حتى القمة (وفي بعض التقاليد يحمل بيده سيفا) ويظهره من فتحة الدخان، يصيح لاستدعاء عون الآلهة. وبعد ذلك، يذهب الشامان الأستاذ، والتلميذ، والجمهور كله في موكب إلى مكان بعيد عن القرية، حيث ينتصب، قبيل المراسيم، عدد كبير من أشجار البتولا على الأرض في جهة اليمين. ويتوقف الموكب عند شجرة بتولا معينة، ويضحي بعنزة، ويكون المرشح، المتعري حتى الخصر، قد دهن بالدم رأسه وعينيه وأذنيه، في حين يقرع الشامانات الآخرون الطبول.

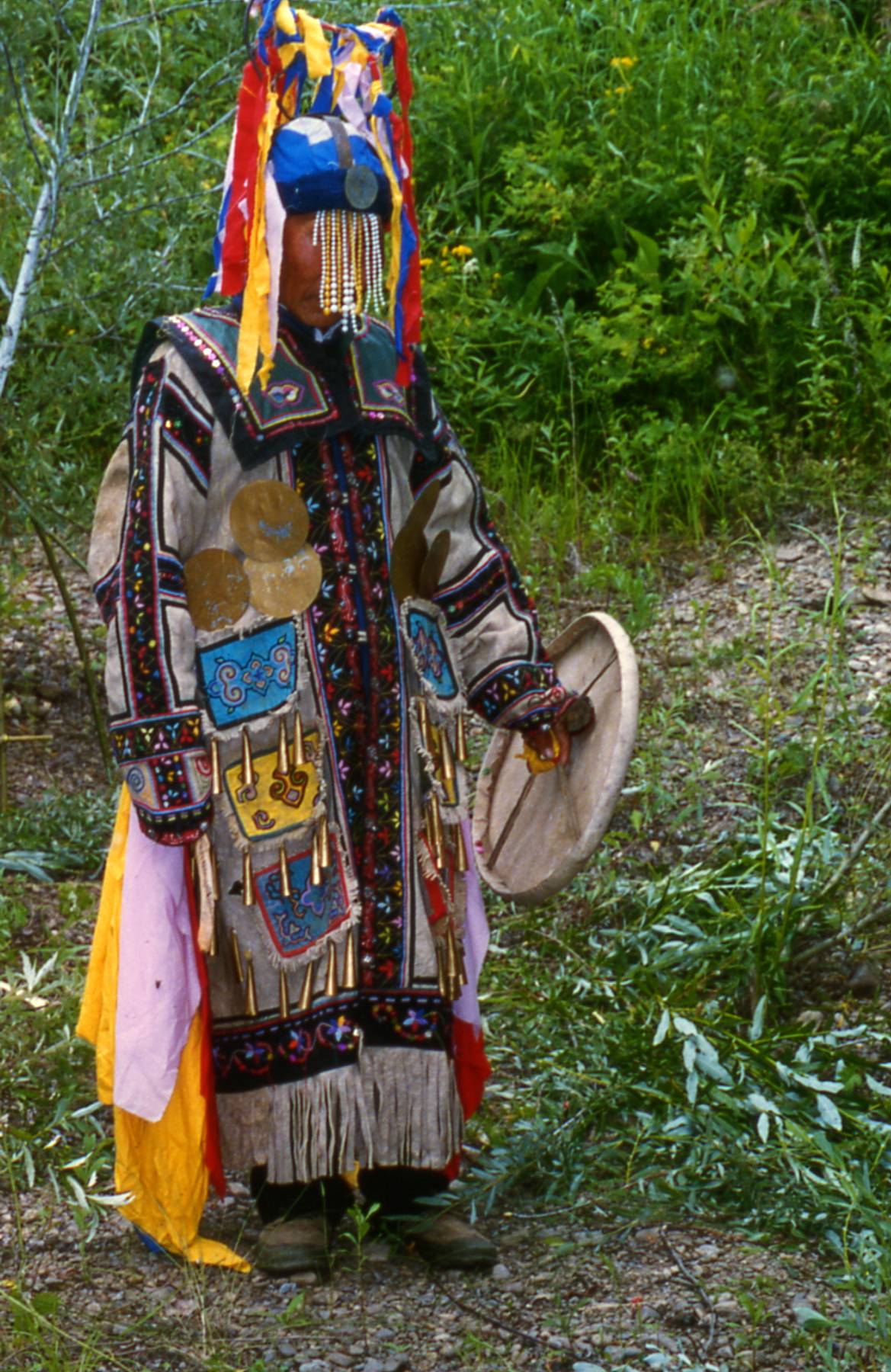
اوروكان شامان، شمال الصين

والآن يتسلق الشامان الأستاذ شجرة بتولا ويشق تسعة أثلام في أعلى جذعها. وعندئذ يتسلقها المرشح، ويليه الشامانات الآخرون. وعندما يستلقون يقعون جميعا - أو يتظاهرون بالوقوع - في حالة الوجد. ووفقا لـ((ج.ن. بوتانین)) G. N. Potanin، فإن على المرشح أن يتسلق تسع أشجار بتولا ترمز، شأن الأثلام التسعة التي يشقها الشامان الأستاذ، إلى السماوات التسع.
وفي طقس الدخول في العضوية الشامانية البرياتية Buriat يعتقد أن المرشح يصعد إلى السماء من أجل تكريسه. والتسلق إلى السماء بعون من شجرة أو عمود هو كذلك طقس أساسي في اللقاءات الروحية عند الشامانات الألطائيين. فيجري تشبيه شجرة البتولا أو العمود بشجرة أو سارية تقف عند مركز العالم وتصل بين المناطق الكونية الثلاث - الأرض والسماء والجحيم. ويستطيع الشامان أن يصل إلى مركز العالم بقرع طبله، لأن بدن طبله يفترض أنه مصنوع من غصن مأخوذ من الشجرة الكونية. والشامان، بإصغائه إلى صوت طبله يقع في الوجد ويطير إلى الشجرة، أي إلى مركز العالم.

## حكايات السكان الأصليين

### مقدمة

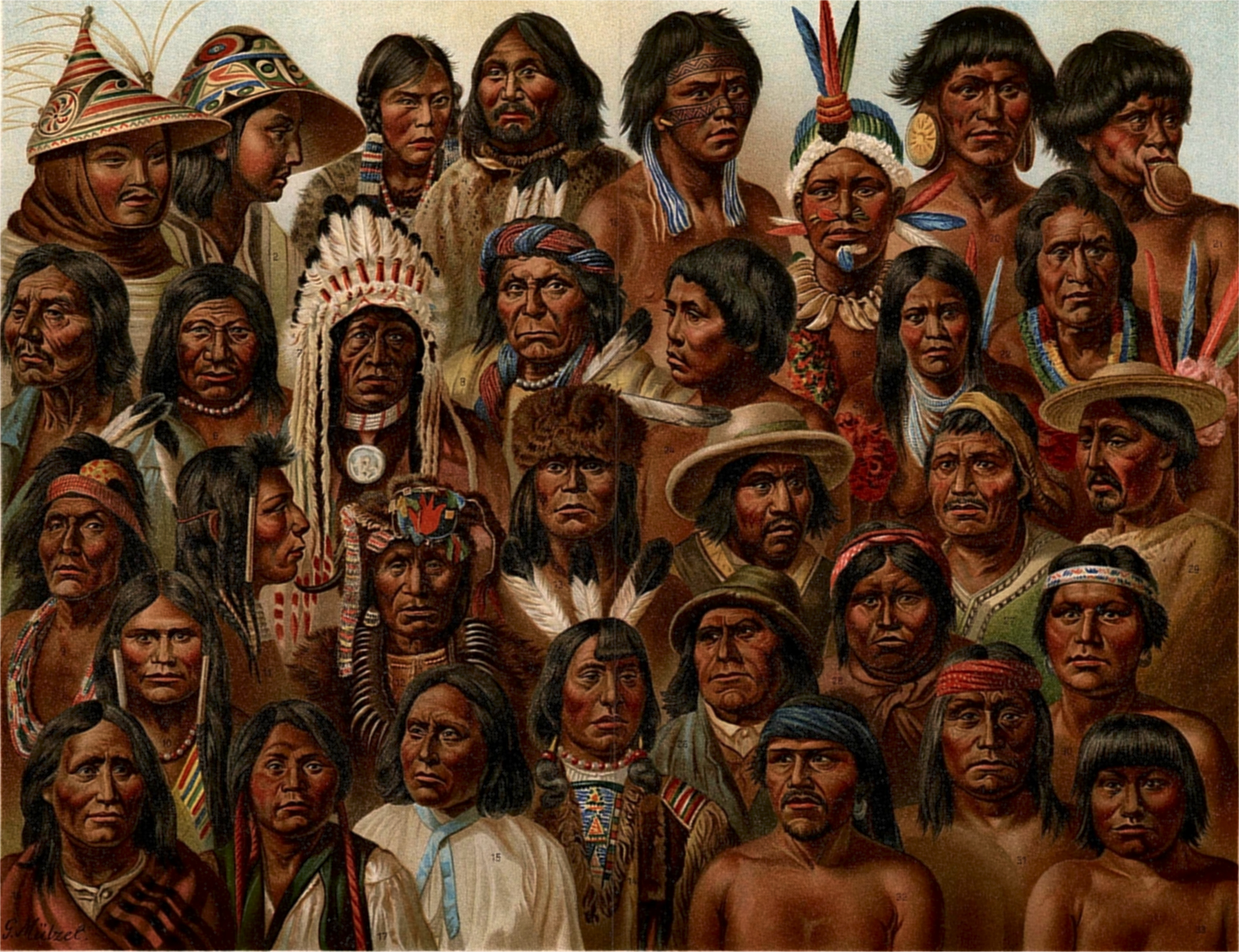
صورة لمجموعات عرقية مختلفة من الأمريكتين، في بداية القرن 20.

لم يحدث قط أن استطاع الرجل الأبيض أن يفهم الهندي. والمثال الذي ضربه إخواننا البيض للقبائل الغربية التي تعيش في المروج لم يكن ليُلهم الهندي الأحمر ويجعله يشعر بالثقة أو حتى الاحترام تجاه قوانیننا أو ديننا. فقد كانت أولى صفات الرجل الأبيض التي استقرت في أذهان الهنود أنه ناصب للفخاخ ومقاتل وقاطع طرق ولص يسرق الخيول والماشية، وتتلوی أحشاؤه بسبب ما تحمله من لحوم البقر - بل إن هذه الصفات التي عرفها الهندي كانت أهون بكثير مما لم يعرفه عن الرجل الأبيض. كان هؤلاء الرجال خارجين عن القانون بكل ما تعنيه الكلمة، لذا بحثوا عن مأوى لهم في البرية يحميهم من الهندي وقد تعلم الأبيض من أساليبهم كيف يضرم النيران كما تعلم فنون القتال أثناء المعارك التي غالبا ما يحرض عليها الهمجي الأبيض على أمل تحقيق المكاسب. لقد خدع البيض الأوائل الهندي ومع مرور السنوات، عاودت حكومة الولايات المتحدة العظمی الكذب مرة تلو الأخرى حتى أيقن الهندي أنه لم يعد هناك مكان للحقيقة في قلب الرجل الأبيض وأنا لا ألومه على ذلك.
فالهندي رجل خير ولا أعتقد أنه منع الطعام أو المأوى عن أي زائر أو أساء معاملته. كما أنه لم يكن متعصبا قط، وكان يعطي كل ذي حق حقه حسب عقيدته الخاصة، والهندي يؤمن بأن معتقدات كل شخص ودینه تكون الأنسب له.

### الحكاية
لماذا تحمل شجرة البتولا تلك الشقوق الصغيرة في لحائها

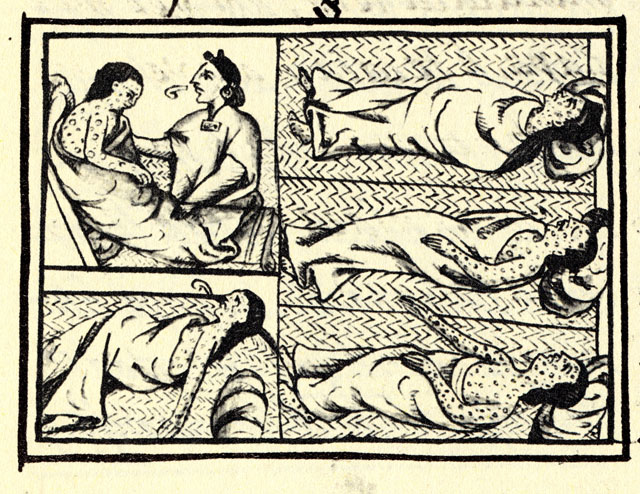
رسم مصاحب لأحد كتب القرن السادس عشر الميلادي، يمثل أمريكيين أصليين من قبائل الناهوا يعانون من الجدري

عندما ذهبنا إلى البيت لسماع قصة جديدة أخذت العاصفة في الهبوب، وغطت المروج بالثلوج ومع كل دقيقة ممر كان الجو يزداد برودة، وراحت تهب فوق رؤوسنا عاصفة ممطرة شديدة، ويبدو أن الرياح خلعت على مضيفنا حسن خلق ودماثة، فملأ الغليون وأعطاني إياه؟
قال «نسر الحرب» بعدما انتهى من تدخين الغليون: «هذه الليلة سأحدثكم عن شجرة البتولا، ولحسن الحظ أن الرياح ستساعدكم على فهم القصة».
وقال: «وقعت أحداث هذه القصة في الصيف حين كان الطقس شديد الحرارة. والرياح العاصفة تهب أحيانا في فصل الصيف».
في أحد الأيام الحارة، حاول الشيخ أن ينام، بيد أن حرارة الجو أشعرته بالإعياء، فراح يجوب أرجاء إحدى التلال بحثا عن نسمة هواء، دون جدوى، فتوجه إلى النهر عله يشعر بشيء من الراحة هناك، لكنه لم يحدث. ارتحل الشيخ إلى منطقة الغابات حيث ترتفع الحرارة، رغم انتشار الظلال التي تكسو المكان، فزادت معاناته وشعر أنه عليه فعل أي شيء يخلصه من لظى الحر.
صاح الشيخ في الريح کي تهب فاستجابت، لكنها لم تأت بقوة في أول الأمر خشية أن يغضب الشيخ، فواصل صياحه:
«هبي أكثر وأكثر .. هبي أكثر من أي وقت مضى وخلصي العالم من هذا اللظى».
فاستجابت الريح لدعوة الشيخ وهبت أكثر وأكثر من أي وقت مضى.
صاح الشيخ: «انحني وانكسري يا شجرة التنوب». فانحنت شجرة التنوب وانكسرت. «انحني وانكسري یا شجرة الصنوبر». فانحنت شجرة الصنوبر وانكسرت. «انحني وانكسري يا شجرة السدر». فانحنت الشجرة وانكسرت.
«انحني وانكسري يا شجرة البتولا». فانحنت الشجرة لكنها لم تنكسر.. «لا يا سيدي ! لن أنكسر!».

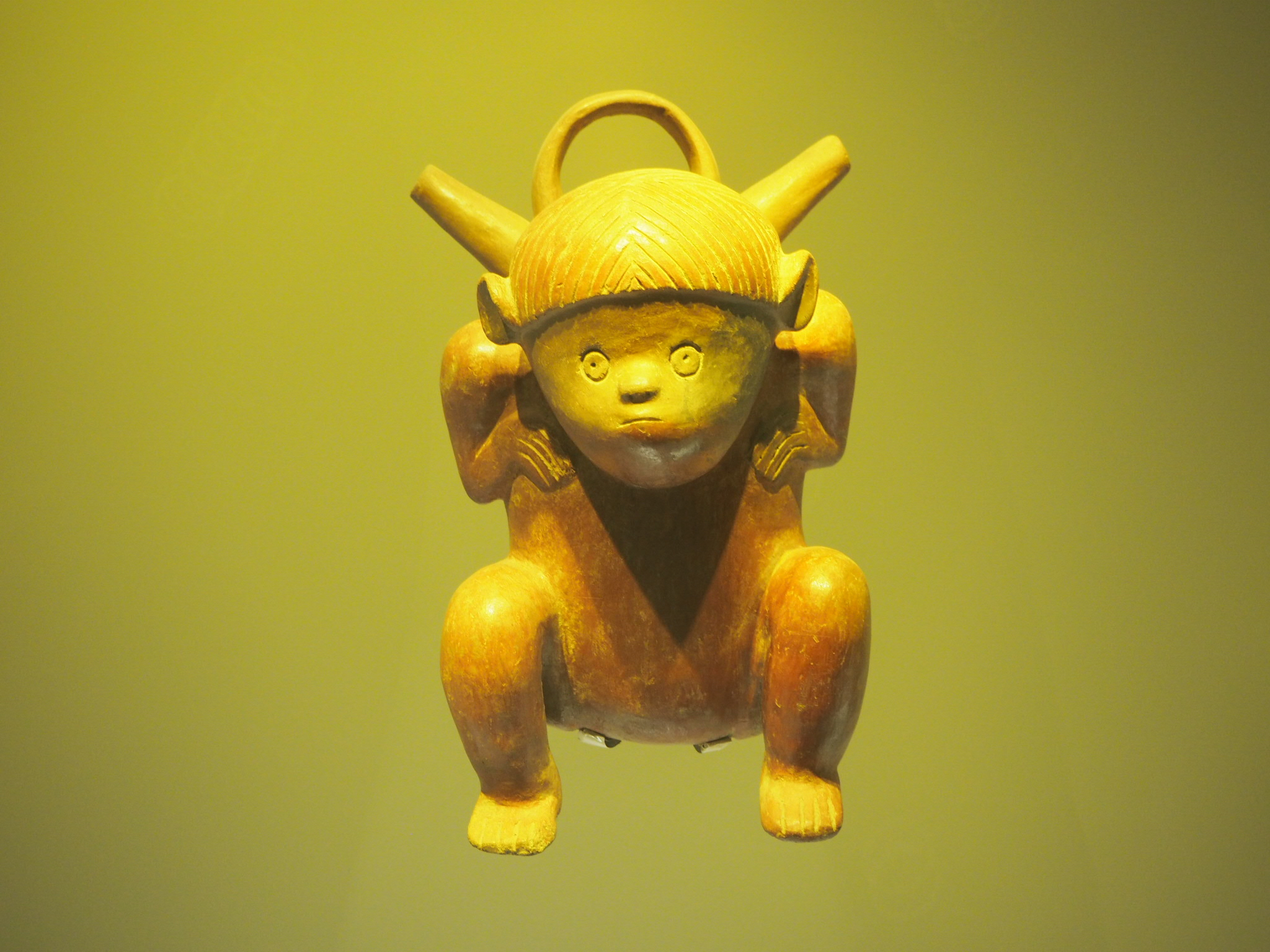
الفن الديني الأمريكي الأصلي

«ماذا! أتعصين أمري يا شجرة البتولا؟ أنا آمرك بالانحناء والانكسار الآن». لكن شجرة البتولا لم تستطع سوى الانحناء قدر ما تستطيع لا أكثر. انحنت على الأرض.. انحنت لأقصى درجة لتنال رضا الشيخ ولم تنكسر.
صاح الشيخ: «هبي أكثر یا ریاح.. هبي أكثر واكسري شجرة البتولا». حاولت الرياح أن تهب أكثر لكنها لم تستطع، ليزداد الأمر سوءا ويستشيط الشيخ غضبا حتى وصل غضبه حد الجنون، وصاح في وجه شجرة البتولا: «آمرك أن تنكسري!».
ردت عليه شجرة البتولا وقالت: «لن أنكسر.. أنا لا تكسرني الرياح.. أنحني فقط ولا أنكسر أبدا».
صاح الشيخ غضبا: «إذن لن تنكسري؟» وهرع صوب شجرة البتولا حاملا سكينه، وأمسك برأسها الذي كان ملامسا للأرض وراح يشق بسكينه لحاء الشجرة، ثم انقض بالسكين على جذع الشجرة، وانهال عليها بطعنات متواصلة.
«حسنا، هذا جزاء عصيانك أمري.. ولعلك تتأدبين بعد ما فعلته بك! ولتعلمي أنك على مر الزمن ستبدين هكذا؛ ستحمل شجرة البتولا على الدوام علامات عصيانها لصانعها. نعم، كل أشجار البتولا في العالم ستحمل العلامات نفسها إلى أبد الآبدين.
والآن وبعد أن كنتم تتساءلون عن السبب وراء تلك العلامات الغريبة، التي تحملها شجرة البتولا! ها قد عرفتموها. وهذا كل ما في الأمر».

## الهوامش
- 1: «القديس بيتر» عيد القديس بيتر: احتفال مسيحي يقام إحياء لذكرى القديس بيتر في 12 يوليه من كل عام. ويشار في بعض المصادر إلى أنه واحد من الحواريين الـ12 وأنه توفي حوالي عام 97 بعد الميلاد. وجدير بالتنوية هنا أن الموردف بعد انتقالهم للمسيحية أخذوا يجمعون بين أعيادهم الوثنية والأعياد المسيحية فيحتفلون بعيد القديس إليا المسيحي وفي اليوم نفسه يحتفلون بعيد أو صلوات الإل كيلوباز الوثني وهلم جرا. وتحتفل الكنيسة المصرية بالقديسين كل على حدة في احتفال يسمى نياحة (أی موت/استشهاد القديس).